# Ann Burton

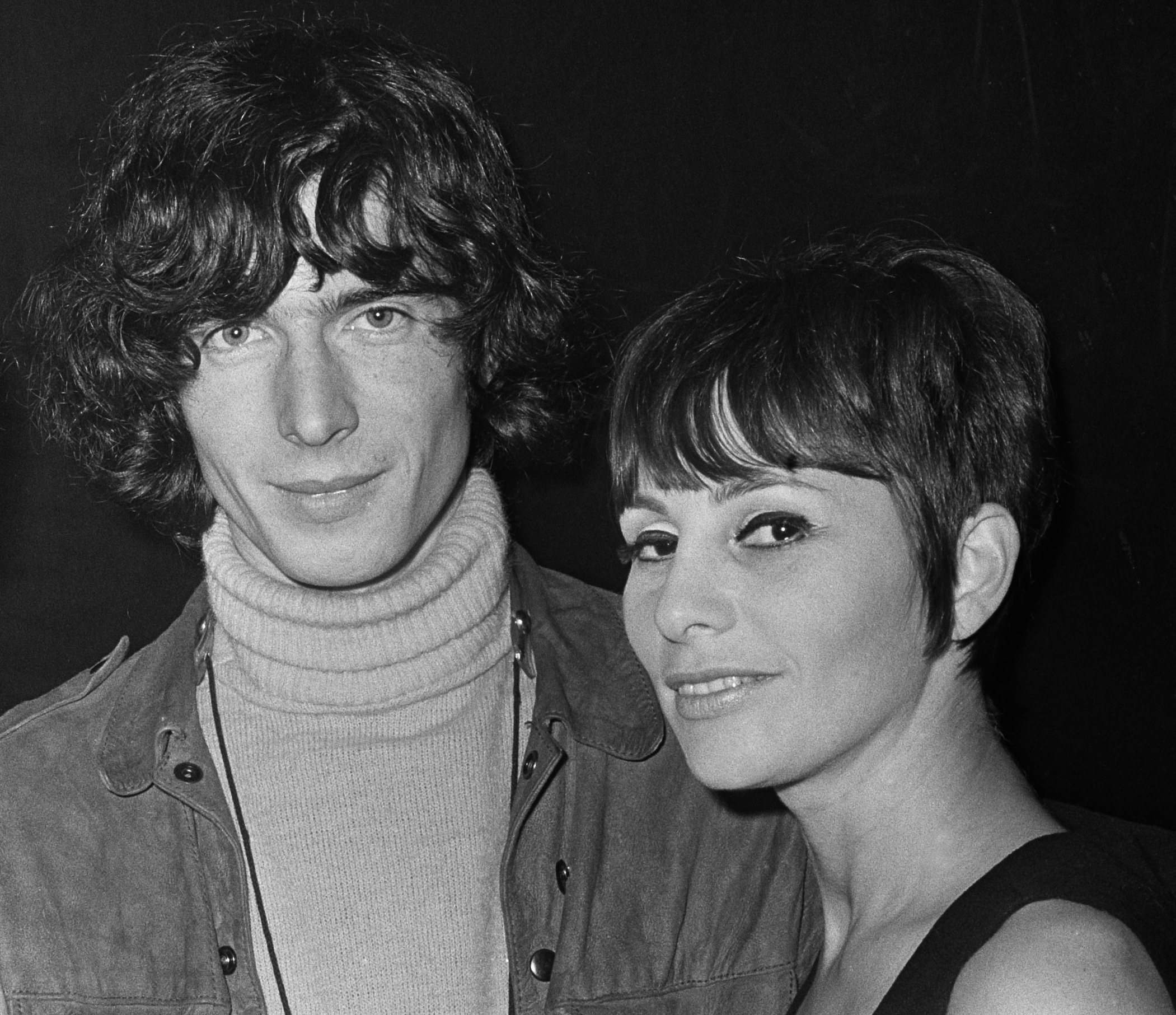
Boudewijn de Groot en Ann Burton (1966)

Johanna Rafalowicz, beter bekend als Ann Burton (Amsterdam, 4 maart 1933 – aldaar, 29 november 1989) was een Nederlandse jazz-zangeres. Ze zong vooral ballads en had een groot respect voor de tekst. Ze was naast Rita Reys en Greetje Kauffeld de belangrijkste naoorlogse jazzzangeres van Nederland.

## Biografie
De moeder van Ann Burton kwam rond 1930 vanuit Polen naar Nederland. Drie jaar nadat in 1933 Johanna werd geboren, trouwde zij met een diamantbewerker. Johanna verkreeg in 1938 de naam van haar stiefvader en werd Johanna de Paauw, wat tot 1971 haar officiële naam zou blijven, toen die weer werd terug veranderd in Rafalowicz. In de Tweede Wereldoorlog kreeg het gezin te maken met Jodenvervolging. Johanna zat ondergedoken, haar moeder en stiefvader overleefden de Duitse concentratiekampen. Het gezin was echter ontwricht, haar (stief-)ouders werden uit de ouderlijke macht ontzet. Johanna, die de Poolse nationaliteit van haar moeder had, verkreeg in 1957 de Nederlandse nationaliteit.
Johanna heeft nooit zangles gehad, maar ze luisterde naar Amerikaanse zangeressen als Doris Day, Jo Stafford, Rosemary Clooney, Ella Fitzgerald en Sarah Vaughan. Later was Billie Holiday een inspiratiebron voor haar. Ze wilde de muziek in en nam rond 1955 de naam Ann Burton aan, naar de Britse acteur Richard Burton. Ze zong bij bandleider Johnny Millston en trad met het orkest van Ted Powder op voor Amerikaanse militairen in clubs in Duitsland. In de zomer van 1958 zong ze bij het kwartet van pianiste Pia Beck in Scheveningen en in 1960 toerde ze met onder meer saxofonist Piet Noordijk in Spanje en Marokko. In de band van saxofonist Gijs Hendriks zong ze voor de Amerikaanse militairen in Orléans. Terug in Nederland zong ze weer in Scheveningen. In 1965 nam ze met het trio van Frans Elsen een ep voor Decca op. In hetzelfde jaar trad zij op met Shaffy Chantant, de theatergroep van onder anderen Ramses Shaffy en Liesbeth List. In 1966 werd Burton lid van het gezelschap van Boudewijn de Groot.
Eind jaren zestig werd ze opgemerkt door de directeur van platenmaatschappij Artone, John J. Vis, die vervolgens in 1967 haar lp "Blue Burton" produceerde. Op deze plaat werd ze begeleid door het trio van Louis van Dijk, met Jacques Schols en John Engels, aangevuld met Piet Noordijk. Ze werd door het album in één klap bekend en kreeg in 1969 een Edison voor dit album. In samenwerking met Vis verschenen vervolgens nog een paar platen, in 1969 en 1972. Van 1970 tot 1974 woonde en werkte Burton in Londen.
In 1973 ging ze naar Japan, waar ze na Ella Fitzgerald de populairste jazzzangeres werd. Ze nam er verschillende platen op, onder meer met Masahiko Satō en Ken McCarthy. Eind jaren zeventig werkte ze in New York, waar ze ook enkele albums maakte, enkele daarvan met Grady Tate en Buster Williams. De platen werden geproduceerd door de zangeres Helen Merrill. Voor "New York State of Mind" kreeg Burton eveneens een Edison. In de jaren tachtig richtte ze een eigen platenlabel op, Burtone, waarop ze haar albums ging uitbrengen. In de periode 1986-1988 gaf ze les aan het Amsterdamse conservatorium.
Ann Burton overleed eind 1989 op 56-jarige leeftijd aan de gevolgen van keelkanker.

## Discografie (selectie)
- Ann Burton: Early Blue, 1958-1968 (Holland, 2020 l NJA2002)
- Early Burton & More - Blue Jack BJJR048
- Blue Burton, 1967 - SMM 496791 2
- Ballads and Burton, Artone, 1969
- Sings for Lovers and Other Strangers, CBS, 1972 - Epic SICP 4223 (Japan)
- Misty Burton, Epic, 1973
- By Myself Alone, Eastwind, 1974 - UCCJ-9137
- Burton for Certain, Trio, 1977
- He's Funny That Way, Lobster, 1977
- New York State of Mind, CBS, 1979 - Inner City IC 1094
- Some Other Spring, Lobster, 1980
- Ann Burton Sings...vol.1, Burtone, 1980
- Sentimental Touch, RCA/Tokuma, 1981
- Am I Blue, Keytone, 1981 - Keytone 711 CD
- Ann Burton Sings...vol. 2, Burtone, 1983
- It Might as Well Be Love, Turning Point, 1984
- Ann Burton & Mark Murphy Meet The Rob Agerbeek Trio, 1987, Blue Jack BJJR 021
- Everything Happens, Burtone, 1988 - Burtone 3
- Live in Japan (opnames 1977), 2003
- Collection (Met Louis van Dijk) - CBS CDCBS 26611